# 长圆叶荨麻
长圆叶荨麻（学名：Urtica mairei var. oblongifolia）为荨麻科荨麻属下的一个变种。

## 扩展阅读
- 維基物種上的相關：长圆叶荨麻